# Artesia (Kalifornia)
Artesia – miasto w Stanach Zjednoczonych, w stanie Kalifornia, w hrabstwie Los Angeles.